# Statistiche della nazionale femminile di rugby a 15 dell'Inghilterra
Statistiche aggiornate al 17 marzo 2019.

## Statistiche di squadra

### Generali
- Vittoria con il massimo scarto: 101 punti
Inghilterra — Sudafrica 101-0 (Hersham, Molesey Road, 14 maggio 2005)
- Sconfitta con il massimo scarto: 67 punti
Nuova Zelanda — Inghilterra 67-0 (Christchurch, Burnham Army Camp, 13 agosto 1997)
- Incontro con il massimo numero di punti realizzati: 101 punti
Inghilterra — Sudafrica 101-0 (cit.)
- Incontro con il massimo numero di punti subìti: 67 punti
Nuova Zelanda — Inghilterra 67-0 (cit.)
- Maggior numero di vittorie consecutive: 22
Inizio serie: Inghilterra — Scozia 60-0 (St Albans, Old Albanians, 3 febbraio 2007)
Fine serie: Inghilterra — Italia 69-13 (Richmond upon Thames, Old Deer Park, 7 febbraio 2009)
- Maggior numero di sconfitte consecutive: 4
Inizio serie: Nuova Zelanda — Inghilterra 29-10 (Hamilton, Waikato Stadium, 13 luglio 2013)
Fine serie: Canada — Inghilterra 29-25 (Greeley, University of Northern Colorado, 30 luglio 2013[1])

### Incontri disputati
| Data              | Sede                 | Incontro                          | Note               |
| ----------------- | -------------------- | --------------------------------- | ------------------ |
| 5 aprile 1987     | Pontypool            | Galles — Inghilterra 4-22         | Test match         |
| 24 aprile 1988    | Newport              | Galles — Inghilterra 6-36         | Test match         |
| 15 ottobre 1988   | Sefton               | Inghilterra — Svezia 40-0         | Test match         |
| 12 febbraio 1989  | Birmingham           | Inghilterra — Galles 38-4         | Test match         |
| 11 febbraio 1990  | Neath                | Galles — Inghilterra 12-18        | Test match         |
| 21 ottobre 1990   | Utrecht              | Paesi Bassi — Inghilterra 0-26    | Test match         |
| 24 marzo 1991     | Sefton               | Inghilterra — Galles 24-13        | Test match         |
| 6 aprile 1991     | Swansea              | Inghilterra — Spagna 12-0         | Coppa del Mondo    |
| 8 aprile 1991     | Rhondda              | Inghilterra — Italia 25-9         | Coppa del Mondo    |
| 12 aprile 1991    | Cardiff              | Inghilterra — Francia 13-0        | Coppa del Mondo    |
| 14 aprile 1991    | Cardiff              | Inghilterra — Stati Uniti 6-19    | Coppa del Mondo    |
| 9 febbraio 1992   | Cardiff              | Galles — Inghilterra 10-14        | Test match         |
| 14 marzo 1993     | Northampton          | Inghilterra — Galles 23-5         | Test match         |
| 8 giugno 1993     | Markham              | Inghilterra — Stati Uniti 17-6    | Test match         |
| 10 giugno 1993    | Ajax                 | Canada — Inghilterra 8-12         | Test match         |
| 12 giugno 1993    | Markham              | Inghilterra — Galles 38-0         | Test match         |
| 13 febbraio 1994  | Bridgend             | Galles — Inghilterra 10-11        | Test match         |
| 18 febbraio 1994  | Wolverhampton        | Inghilterra — Francia 32-8        | Test match         |
| 11 aprile 1994    | Edimburgo            | Inghilterra — Russia 66-0         | Coppa del Mondo    |
| 15 aprile 1994    | Edimburgo            | Scozia — Inghilterra 0-26         | Coppa del Mondo    |
| 17 aprile 1994    | Galashiels           | Inghilterra — Canada 24-10        | Coppa del Mondo    |
| 20 aprile 1994    | Galashiels           | Inghilterra — Francia 18-6        | Coppa del Mondo    |
| 24 aprile 1994    | Edimburgo            | Inghilterra — Stati Uniti 38-23   | Coppa del Mondo    |
| 18 dicembre 1994  | Londra               | Inghilterra — Paesi Bassi 30-5    | Test match         |
| 12 febbraio 1995  | Sale                 | Inghilterra — Galles 25-0         | Test match         |
| 4 febbraio 1996   | Leicester            | Inghilterra — Galles 56-3         | HN Championship    |
| 18 febbraio 1996  | Villard-Bonnot       | Francia — Inghilterra 6-15        | Test match         |
| 3 marzo 1996      | Edimburgo            | Scozia — Inghilterra 8-12         | HN Championship    |
| 17 marzo 1996     | Sunbury-on-Thames    | Inghilterra — Irlanda 12-8        | HN Championship    |
| 5 gennaio 1997    | Leeds                | Inghilterra — Spagna 17-15        | Test match         |
| 26 gennaio 1997   | Londra               | Inghilterra — Scozia 23-3         | HN Championship    |
| 9 febbraio 1997   | Limerick             | Irlanda — Inghilterra 0-32        | HN Championship    |
| 23 febbraio 1997  | Northampton          | Inghilterra — Francia 15-17       | Test match         |
| 9 marzo 1997      | Worcester            | Galles — Inghilterra 22-24        | HN Championship    |
| 2 aprile 1997     | Nizza                | Inghilterra — Paesi Bassi 40-3    | Campionato europeo |
| 4 aprile 1997     | Nizza                | Francia — Inghilterra 10-15       | Campionato europeo |
| 6 aprile 1997     | Nizza                | Inghilterra — Scozia 24-8         | Campionato europeo |
| 13 agosto 1997    | Burnham              | Nuova Zelanda — Inghilterra 67-0  | Test match         |
| 31 agosto 1997    | Hürth                | Germania — Inghilterra 0-84       | Test match         |
| 1º febbraio 1998  | Villeneuve-d'Ascq    | Francia — Inghilterra 5-13        | Test match         |
| 15 febbraio 1998  | Sefton               | Inghilterra — Galles 29-12        | HN Championship    |
| 21 marzo 1998     | Edimburgo            | Scozia — Inghilterra 8-5          | HN Championship    |
| 5 aprile 1998     | Worcester            | Inghilterra — Irlanda 62-8        | HN Championship    |
| 2 maggio 1998     | Amsterdam            | Inghilterra — Svezia 75-0         | Coppa del Mondo    |
| 5 maggio 1998     | Amsterdam            | Canada — Inghilterra 6-72         | Coppa del Mondo    |
| 9 maggio 1998     | Amsterdam            | Australia — Inghilterra 13-30     | Coppa del Mondo    |
| 12 maggio 1998    | Amsterdam            | Inghilterra — Nuova Zelanda 11-44 | Coppa del Mondo    |
| 16 maggio 1998    | Amsterdam            | Canada — Inghilterra 15-31        | Coppa del Mondo    |
| 28 febbraio 1999  | Richmond upon Thames | Inghilterra — Scozia 34-7         | Cinque Nazioni     |
| 7 marzo 1999      | Dublino              | Irlanda — Inghilterra 0-56        | Cinque Nazioni     |
| 21 marzo 1999     | Worcester            | Inghilterra — Francia 13-8        | Cinque Nazioni     |
| 10 aprile 1999    | Swansea              | Galles — Inghilterra 11-83        | Cinque Nazioni     |
| 19 aprile 1999    | Belluno              | Inghilterra — Paesi Bassi 91-3    | Campionato europeo |
| 21 aprile 1999    | Belluno              | Inghilterra — Francia 0-19        | Campionato europeo |
| 24 aprile 1999    | Belluno              | Inghilterra — Scozia 13-15        | Campionato europeo |
| 9 gennaio 2000    | Barcellona           | Spagna — Inghilterra 10-42        | Test match         |
| 6 febbraio 2000   | Banbury              | Inghilterra — Spagna 31-7         | Cinque Nazioni     |
| 18 febbraio 2000  | Massy                | Francia — Inghilterra 8-24        | Cinque Nazioni     |
| 5 marzo 2000      | Newbury              | Inghilterra — Galles 51-0         | Cinque Nazioni     |
| 1º aprile 2000    | Edimburgo            | Scozia — Inghilterra 9-64         | Cinque Nazioni     |
| 8 maggio 2000     | Vera                 | Inghilterra — Kazakistan 41-3     | Campionato europeo |
| 10 maggio 2000    | Roquetas de Mar      | Inghilterra — Francia 12-19       | Campionato europeo |
| 13 maggio 2000    | Almería              | Inghilterra — Scozia 40-20        | Campionato europeo |
| 23 settembre 2000 | Winnipeg             | Inghilterra — Stati Uniti 31-7    | Test match         |
| 27 settembre 2000 | Winnipeg             | Canada — Inghilterra 10-34        | Test match         |
| 30 settembre 2000 | Winnipeg             | Inghilterra — Nuova Zelanda 13-32 | Test match         |
| 4 febbraio 2001   | Newport              | Galles — Inghilterra 0-18         | Cinque Nazioni     |
| 18 febbraio 2001  | Worcester            | Inghilterra — Spagna 28-12        | Cinque Nazioni     |
| 4 marzo 2001      | Richmond upon Thames | Inghilterra — Scozia 39-0         | Cinque Nazioni     |
| 8 aprile 2001     | Northampton          | Inghilterra — Francia 50-6        | Cinque Nazioni     |
| 6 maggio 2001     | Tourcoing            | Inghilterra — Kazakistan 29-15    | Campionato europeo |
| 10 maggio 2001    | Lilla                | Inghilterra — Spagna 8-15         | Campionato europeo |
| 12 maggio 2001    | Lilla                | Francia — Inghilterra 23-34       | Campionato europeo |
| 26 maggio 2001    | Sydney               | Australia — Inghilterra 19-41     | Test match         |
| 2 giugno 2001     | Newcastle            | Australia — Inghilterra 5-15      | Test match         |
| 9 giugno 2001     | Rotorua              | Nuova Zelanda — Inghilterra 15-10 | Test match         |
| 16 giugno 2001    | North Shore          | Nuova Zelanda — Inghilterra 17-22 | Test match         |
| 3 febbraio 2002   | Dunbar               | Scozia — Inghilterra 8-35         | Sei Nazioni        |
| 17 febbraio 2002  | Worcester            | Inghilterra — Irlanda 79-0        | Sei Nazioni        |
| 1º marzo 2002     | Lione                | Francia — Inghilterra 22-17       | Sei Nazioni        |
| 23 marzo 2002     | Londra               | Inghilterra — Galles 40-0         | Sei Nazioni        |
| 7 aprile 2002     | Madrid               | Spagna — Inghilterra 14-53        | Sei Nazioni        |
| 13 maggio 2002    | Barcellona           | Inghilterra — Italia 63-9         | Coppa del Mondo    |
| 18 maggio 2002    | Barcellona           | Spagna — Inghilterra 5-13         | Coppa del Mondo    |
| 21 maggio 2002    | Barcellona           | Canada — Inghilterra 10-53        | Coppa del Mondo    |
| 25 maggio 2002    | Barcellona           | Inghilterra — Nuova Zelanda 9-19  | Coppa del Mondo    |
| 15 febbraio 2003  | Londra               | Inghilterra — Francia 57-0        | Sei Nazioni        |
| 21 febbraio 2003  | Cardiff              | Galles — Inghilterra 7-69         | Sei Nazioni        |
| 9 marzo 2003      | Londra               | Inghilterra — Spagna 69-0         | Sei Nazioni        |
| 22 marzo 2003     | Londra               | Inghilterra — Scozia 31-0         | Sei Nazioni        |
| 28 marzo 2003     | Limerick             | Irlanda — Inghilterra 3-46        | Sei Nazioni        |
| 14 giugno 2003    | Vancouver            | Canada — Inghilterra 5-10         | Test match         |
| 18 giugno 2003    | Vancouver            | Inghilterra — Stati Uniti 15-8    | Test match         |
| 28 giugno 2003    | Vancouver            | Canada — Inghilterra 18-21        | Test match         |
| 15 febbraio 2004  | Saragozza            | Spagna — Inghilterra 3-71         | Sei Nazioni        |
| 21 febbraio 2004  | Galashiels           | Scozia — Inghilterra 7-20         | Sei Nazioni        |
| 6 marzo 2004      | Londra               | Inghilterra — Irlanda 51-10       | Sei Nazioni        |
| 20 marzo 2004     | Londra               | Inghilterra — Galles 53-3         | Sei Nazioni        |
| 27 marzo 2004     | Bourg-en-Bresse      | Francia — Inghilterra 13-12       | Sei Nazioni        |
| 2 maggio 2004     | Tolosa               | Inghilterra — Italia 73-7         | Campionato europeo |
| 5 maggio 2004     | Tolosa               | Inghilterra — Galles 39-3         | Campionato europeo |
| 8 maggio 2004     | Tolosa               | Francia — Inghilterra 8-6         | Campionato europeo |
| 13 giugno 2004    | Calgary              | Canada — Inghilterra 11-35        | Test match         |
| 19 giugno 2004    | Edmonton             | Inghilterra — Nuova Zelanda 0-38  | Test match         |
| 14 novembre 2004  | Richmond upon Thames | Inghilterra — Canada 45-5         | Test match         |
| 17 novembre 2004  | Newbury              | Inghilterra — Canada 41-3         | Test match         |
| 4 febbraio 2005   | Cardiff              | Galles — Inghilterra 0-81         | Sei Nazioni        |
| 13 febbraio 2005  | Elmbridge            | Inghilterra — Francia 10-13       | Sei Nazioni        |
| 26 febbraio 2005  | Dublino              | Irlanda — Inghilterra 0-32        | Sei Nazioni        |
| 12 marzo 2005     | Elmbridge            | Inghilterra — Spagna 76-0         | Sei Nazioni        |
| 19 marzo 2005     | Londra               | Inghilterra — Scozia 22-10        | Sei Nazioni        |
| 14 maggio 2005    | Elmbridge            | Inghilterra — Sudafrica 101-0     | Test match         |
| 15 ottobre 2005   | Auckland             | Samoa — Inghilterra 0-53          | Test match         |
| 22 ottobre 2005   | Auckland             | Nuova Zelanda — Inghilterra 24-15 | Test match         |
| 26 ottobre 2005   | Hamilton             | Nuova Zelanda — Inghilterra 33-8  | Test match         |
| 4 febbraio 2006   | St Albans            | Inghilterra — Galles 38-15        | Sei Nazioni        |
| 11 febbraio 2006  | Madrid               | Spagna — Inghilterra 3-86         | Sei Nazioni        |
| 25 febbraio 2006  | Edimburgo            | Scozia — Inghilterra 5-22         | Sei Nazioni        |
| 11 marzo 2006     | Bondoufle            | Francia — Inghilterra 0-28        | Sei Nazioni        |
| 17 marzo 2006     | St Albans            | Inghilterra — Irlanda 29-10       | Sei Nazioni        |
| 31 agosto 2006    | Saint Albert         | Inghilterra — Stati Uniti 18-0    | Coppa del Mondo    |
| 4 settembre 2006  | Edmonton             | Inghilterra — Sudafrica 74-8      | Coppa del Mondo    |
| 8 settembre 2006  | Saint Albert         | Inghilterra — Francia 27-8        | Coppa del Mondo    |
| 12 settembre 2006 | Edmonton             | Canada — Inghilterra 6-10         | Coppa del Mondo    |
| 17 settembre 2006 | Edmonton             | Inghilterra — Nuova Zelanda 17-25 | Coppa del Mondo    |
| 3 febbraio 2007   | St Albans            | Inghilterra — Scozia 60-0         | Sei Nazioni        |
| 10 febbraio 2007  | Londra               | Inghilterra — Italia 23-0         | Sei Nazioni        |
| 25 febbraio 2007  | Limerick             | Irlanda — Inghilterra 0-32        | Sei Nazioni        |
| 11 marzo 2007     | St Albans            | Inghilterra — Francia 38-12       | Sei Nazioni        |
| 17 marzo 2007     | Cardiff              | Galles — Inghilterra 0-30         | Sei Nazioni        |
| 28 aprile 2007    | Barcellona           | Inghilterra — Russia 62-0         | Campionato europeo |
| 30 aprile 2007    | Barcellona           | Inghilterra — Italia 41-11        | Campionato europeo |
| 2 maggio 2007     | Barcellona           | Spagna — Inghilterra 22-22        | Campionato europeo |
| 5 maggio 2007     | Barcellona           | Inghilterra — Francia 27-17       | Campionato europeo |
| 15 dicembre 2007  | Londra               | Inghilterra — Stati Uniti 34-0    | Test match         |

| Data              | Sede           | Incontro                          | Note               |
| ----------------- | -------------- | --------------------------------- | ------------------ |
| 2 febbraio 2008   | Londra         | Inghilterra — Galles 55-0         | Sei Nazioni        |
| 9 febbraio 2008   | Roma           | Italia — Inghilterra 6-76         | Sei Nazioni        |
| 23 febbraio 2008  | Bergerac       | Francia — Inghilterra 0-31        | Sei Nazioni        |
| 8 marzo 2008      | Edimburgo      | Scozia — Inghilterra 5-34         | Sei Nazioni        |
| 15 marzo 2008     | Londra         | Inghilterra — Irlanda 17-7        | Sei Nazioni        |
| 17 maggio 2008    | Amsterdam      | Inghilterra — Svezia 80-3         | Campionato europeo |
| 20 maggio 2008    | Drachten       | Inghilterra — Irlanda 22-11       | Campionato europeo |
| 24 maggio 2008    | Amsterdam      | Inghilterra — Galles 12-6         | Campionato europeo |
| 24 luglio 2008    | Elmbridge      | Inghilterra — Canada 43-9         | Test match         |
| 29 luglio 2008    | Elmbridge      | Inghilterra — Canada 24-0         | Test match         |
| 19 agosto 2008    | Elmbridge      | Inghilterra — Stati Uniti 50-3    | Test match         |
| 22 agosto 2008    | Elmbridge      | Inghilterra — Stati Uniti 17-14   | Test match         |
| 7 febbraio 2009   | Londra         | Inghilterra — Italia 69-13        | Sei Nazioni        |
| 14 febbraio 2009  | Cardiff        | Galles — Inghilterra 16-15        | Sei Nazioni        |
| 27 febbraio 2009  | Dublino        | Irlanda — Inghilterra 13-29       | Sei Nazioni        |
| 15 marzo 2009     | Londra         | Inghilterra — Francia 52-7        | Sei Nazioni        |
| 21 marzo 2009     | Londra         | Inghilterra — Scozia 72-3         | Sei Nazioni        |
| 10 agosto 2009    | Oakville       | Inghilterra — Stati Uniti 36-7    | Test match         |
| 13 agosto 2009    | Oakville       | Inghilterra — Francia 43-8        | Test match         |
| 19 agosto 2009    | Oakville       | Inghilterra — Sudafrica 25-0      | Test match         |
| 22 agosto 2009    | Markham        | Canada — Inghilterra 0-22         | Test match         |
| 14 novembre 2009  | Elmbridge      | Inghilterra — Nuova Zelanda 3-16  | Test match         |
| 21 novembre 2009  | Londra         | Inghilterra — Nuova Zelanda 10-3  | Test match         |
| 6 febbraio 2010   | Elmbridge      | Inghilterra — Galles 31-0         | Sei Nazioni        |
| 13 febbraio 2010  | Noceto         | Italia — Inghilterra 0-41         | Sei Nazioni        |
| 28 febbraio 2010  | Elmbridge      | Inghilterra — Irlanda 22-5        | Sei Nazioni        |
| 13 marzo 2010     | Edimburgo      | Scozia — Inghilterra 0-51         | Sei Nazioni        |
| 19 marzo 2010     | Rennes         | Francia — Inghilterra 10-11       | Sei Nazioni        |
| 20 agosto 2010    | Guildford      | Inghilterra — Irlanda 27-0        | Coppa del Mondo    |
| 24 agosto 2010    | Guildford      | Inghilterra — Kazakistan 82-0     | Coppa del Mondo    |
| 28 agosto 2010    | Guildford      | Inghilterra — Stati Uniti 37-10   | Coppa del Mondo    |
| 1º settembre 2010 | Londra         | Inghilterra — Australia 15-0      | Coppa del Mondo    |
| 5 settembre 2010  | Londra         | Inghilterra — Nuova Zelanda 10-13 | Coppa del Mondo    |
| 6 febbraio 2011   | Caerphilly     | Galles — Inghilterra 9-19         | Sei Nazioni        |
| 12 febbraio 2011  | Elmbridge      | Inghilterra — Italia 68-5         | Sei Nazioni        |
| 27 febbraio 2011  | Worcester      | Inghilterra — Francia 16-3        | Sei Nazioni        |
| 13 marzo 2011     | Londra         | Inghilterra — Scozia 89-0         | Sei Nazioni        |
| 18 marzo 2011     | Ashbourne      | Irlanda — Inghilterra 0-31        | Sei Nazioni        |
| 2 agosto 2011     | Oakville       | Inghilterra — Stati Uniti 15-11   | Test match         |
| 5 agosto 2011     | Chatham-Kent   | Inghilterra — Sudafrica 46-8      | Test match         |
| 9 agosto 2011     | Oakville       | Canada — Inghilterra 10-22        | Test match         |
| 13 agosto 2011    | Oakville       | Canada — Inghilterra 19-41        | Test match         |
| 5 novembre 2011   | Châteaurenard  | Francia — Inghilterra 16-15       | Test match         |
| 26 novembre 2011  | Londra         | Inghilterra — Nuova Zelanda 10-0  | Test match         |
| 29 novembre 2011  | Elmbridge      | Inghilterra — Nuova Zelanda 21-7  | Test match         |
| 3 dicembre 2011   | Elmbridge      | Inghilterra — Nuova Zelanda 8-8   | Test match         |
| 5 febbraio 2012   | Lasswade       | Scozia — Inghilterra 0-47         | Sei Nazioni        |
| 12 febbraio 2012  | Parabiago      | Italia — Inghilterra 3-43         | Sei Nazioni        |
| 25 febbraio 2012  | Londra         | Inghilterra — Galles 33-0         | Sei Nazioni        |
| 11 marzo 2012     | Parigi         | Francia — Inghilterra 3-15        | Sei Nazioni        |
| 17 marzo 2012     | Elmbridge      | Inghilterra — Irlanda 23-6        | Sei Nazioni        |
| 13 maggio 2012    | Rovereto       | Inghilterra — Spagna 61-0         | Test match         |
| 16 maggio 2012    | Rovereto       | Italia — Inghilterra 8-32         | Test match         |
| 19 maggio 2012    | Rovereto       | Inghilterra — Francia 29-25       | Test match         |
| 3 novembre 2012   | Elmbridge      | Inghilterra — Francia 23-13       | Test match         |
| 23 novembre 2012  | Elmbridge      | Inghilterra — Nuova Zelanda 16-13 | Test match         |
| 27 novembre 2012  | Aldershot      | Inghilterra — Nuova Zelanda 17-8  | Test match         |
| 1º dicembre 2012  | Londra         | Inghilterra — Nuova Zelanda 32-23 | Test match         |
| 2 febbraio 2013   | Elmbridge      | Inghilterra — Scozia 76-0         | Sei Nazioni        |
| 9 febbraio 2013   | Ashbourne      | Irlanda — Inghilterra 25-0        | Sei Nazioni        |
| 23 febbraio 2013  | Londra         | Inghilterra — Francia 20-30       | Sei Nazioni        |
| 9 marzo 2013      | Elmbridge      | Inghilterra — Italia 34-0         | Sei Nazioni        |
| 17 marzo 2013     | Aberavon       | Galles — Inghilterra 16-20        | Sei Nazioni        |
| 13 luglio 2013    | Hamilton       | Nuova Zelanda — Inghilterra 29-10 | Test match         |
| 16 luglio 2013    | Hamilton       | Nuova Zelanda — Inghilterra 14-9  | Test match         |
| 20 luglio 2013    | Pukekohe       | Nuova Zelanda — Inghilterra 29-8  | Test match         |
| 30 luglio 2013    | Greeley        | Canada — Inghilterra 29-25        | Test match         |
| 4 agosto 2013     | Greeley        | Inghilterra — Sudafrica 18-17     | Test match         |
| 7 agosto 2013     | Greeley        | Stati Uniti — Inghilterra 21-36   | Test match         |
| 10 agosto 2013    | Glendale       | Canada — Inghilterra 27-13        | Test match         |
| 9 novembre 2013   | Londra         | Inghilterra — Francia 40-20       | Test match         |
| 13 novembre 2013  | Londra         | Inghilterra — Canada 32-3         | Test match         |
| 1º febbraio 2014  | Grenoble       | Francia — Inghilterra 18-6        | Sei Nazioni        |
| 9 febbraio 2014   | Aberdeen       | Scozia — Inghilterra 0-63         | Sei Nazioni        |
| 22 febbraio 2014  | Londra         | Inghilterra — Irlanda 17-10       | Sei Nazioni        |
| 7 marzo 2014      | Londra         | Inghilterra — Galles 35-3         | Sei Nazioni        |
| 16 marzo 2014     | Rovato         | Italia — Inghilterra 0-24         | Sei Nazioni        |
| 1º agosto 2014    | Marcoussis     | Inghilterra — Samoa 65-3          | Coppa del Mondo    |
| 5 agosto 2014     | Marcoussis     | Inghilterra — Spagna 45-5         | Coppa del Mondo    |
| 9 agosto 2014     | Marcoussis     | Inghilterra — Canada 13-13        | Coppa del Mondo    |
| 13 agosto 2014    | Parigi         | Irlanda — Inghilterra 7-40        | Coppa del Mondo    |
| 17 agosto 2014    | Parigi         | Inghilterra — Canada 21-9         | Coppa del Mondo    |
| 6 febbraio 2015   | Swansea        | Galles — Inghilterra 13-0         | Sei Nazioni        |
| 15 febbraio 2015  | Londra         | Inghilterra — Italia 39-7         | Sei Nazioni        |
| 27 febbraio 2015  | Ashbourne      | Irlanda — Inghilterra 11-8        | Sei Nazioni        |
| 13 marzo 2015     | Cumbernauld    | Inghilterra — Scozia 42-13        | Sei Nazioni        |
| 21 marzo 2015     | Londra         | Inghilterra — Francia 39-7        | Sei Nazioni        |
| 27 giugno 2015    | Calgary        | Stati Uniti — Inghilterra 13-39   | Test match         |
| 1º luglio 2015    | Red Deer       | Nuova Zelanda — Inghilterra 26-7  | Test match         |
| 5 luglio 2015     | Edmonton       | Canada — Inghilterra 14-15        | Test match         |
| 7 novembre 2015   | Martigues      | Francia — Inghilterra 11-0        | Test match         |
| 14 novembre 2015  | Londra         | Inghilterra — Irlanda 8-3         | Test match         |
| 5 febbraio 2016   | Cumbernauld    | Scozia — Inghilterra 0-32         | Sei Nazioni        |
| 13 febbraio 2016  | Ivrea          | Italia — Inghilterra 24-33        | Sei Nazioni        |
| 27 febbraio 2016  | Londra         | Inghilterra — Irlanda 13-9        | Sei Nazioni        |
| 12 marzo 2016     | Londra         | Inghilterra — Galles 20-13        | Sei Nazioni        |
| 18 marzo 2016     | Vannes         | Francia — Inghilterra 17-12       | Sei Nazioni        |
| 1º luglio 2016    | Salt Lake City | Canada — Inghilterra 52-17        | Test match         |
| 5 luglio 2016     | Salt Lake City | Inghilterra — Francia 17-13       | Test match         |
| 9 luglio 2016     | Salt Lake City | Inghilterra — Stati Uniti 39-13   | Test match         |
| 9 novembre 2016   | Londra         | Inghilterra — Francia 10-5        | Test match         |
| 13 novembre 2016  | Dublino        | Irlanda — Inghilterra 10-12       | Test match         |
| 19 novembre 2016  | Londra         | Inghilterra — Nuova Zelanda 20-25 | Test match         |
| 26 novembre 2016  | Londra         | Inghilterra — Canada 39-6         | Test match         |
| 4 febbraio 2017   | Londra         | Inghilterra — Francia 26-13       | Sei Nazioni        |
| 11 febbraio 2017  | Cardiff        | Galles — Inghilterra 0-63         | Sei Nazioni        |
| 25 febbraio 2017  | Londra         | Inghilterra — Italia 29-15        | Sei Nazioni        |
| 11 marzo 2017     | Londra         | Inghilterra — Scozia 64-0         | Sei Nazioni        |
| 17 marzo 2017     | Dublino        | Irlanda — Inghilterra 7-34        | Sei Nazioni        |
| 9 giugno 2017     | Porirua        | Australia — Inghilterra 10-53     | Test match         |
| 13 giugno 2017    | Christchurch   | Canada — Inghilterra 20-27        | Test match         |
| 17 giugno 2017    | Rotorua        | Nuova Zelanda — Inghilterra 21-29 | Test match         |
| 9 agosto 2017     | Dublino        | Inghilterra — Spagna 56-5         | Coppa del Mondo    |
| 13 agosto 2017    | Dublino        | Inghilterra — Italia 56-13        | Coppa del Mondo    |
| 17 agosto 2017    | Dublino        | Inghilterra — Stati Uniti 47-26   | Coppa del Mondo    |
| 22 agosto 2017    | Belfast        | Inghilterra — Francia 20-3        | Coppa del Mondo    |
| 26 agosto 2017    | Belfast        | Nuova Zelanda — Inghilterra 41-32 | Coppa del Mondo    |
| 17 novembre 2017  | Londra         | Inghilterra — Canada 79-5         | Test match         |
| 21 novembre 2017  | Londra         | Inghilterra — Canada 49-12        | Test match         |
| 25 novembre 2017  | Londra         | Inghilterra — Canada 69-19        | Test match         |
| 4 febbraio 2018   | Reggio Emilia  | Italia — Inghilterra 7-42         | Sei Nazioni        |
| 10 febbraio 2018  | Londra         | Inghilterra — Galles 52-0         | Sei Nazioni        |
| 23 febbraio 2018  | Glasgow        | Scozia — Inghilterra 8-43         | Sei Nazioni        |
| 10 marzo 2018     | Grenoble       | Francia — Inghilterra 18-17       | Sei Nazioni        |
| 16 marzo 2018     | Coventry       | Inghilterra — Irlanda 33-11       | Sei Nazioni        |
| 9 novembre 2018   | Londra         | Inghilterra — Stati Uniti 57-5    | Test match         |
| 18 novembre 2018  | Doncaster      | Inghilterra — Canada 27-19        | Test match         |
| 24 novembre 2018  | Londra         | Inghilterra — Irlanda 37-15       | Test match         |
| 1º febbraio 2019  | Dublino        | Irlanda — Inghilterra 7-51        | Sei Nazioni        |
| 10 febbraio 2019  | Doncaster      | Inghilterra — Francia 41-26       | Sei Nazioni        |
| 24 febbraio 2019  | Cardiff        | Galles — Inghilterra 12-51        | Sei Nazioni        |
| 9 marzo 2019      | Exeter         | Inghilterra — Italia 55-0         | Sei Nazioni        |
| 16 marzo 2019     | Londra         | Inghilterra — Scozia 80-0         | Sei Nazioni        |

### Riepilogo per avversario

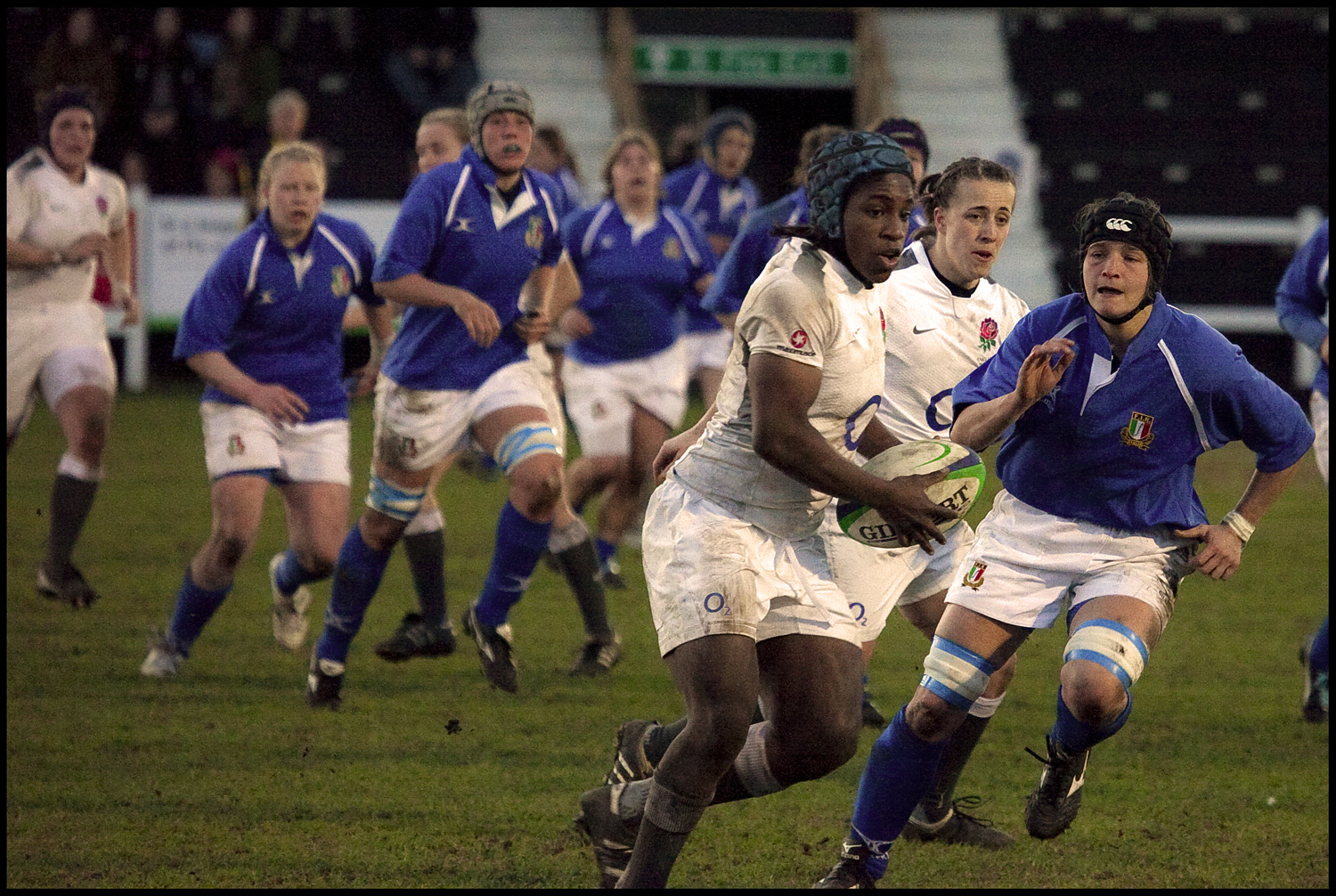
Una fase di — al Sei Nazioni 2011

| Avversario      | Primo incontro  | G   | V   | N | P  | PF    | PS    | % V/G |
| --------------- | --------------- | --- | --- | - | -- | ----- | ----- | ----- |
| Australia       | 1998            | 5   | 5   | 0 | 0  | 154   | 47    | 100   |
| Canada          | 1993            | 29  | 26  | 1 | 3  | 966   | 373   | 89,6  |
| Francia         | 1991            | 43  | 29  | 0 | 14 | 935   | 508   | 67,4  |
| Galles          | 1987            | 36  | 34  | 0 | 2  | 1 266 | 219   | 94,4  |
| Germania        | 1997            | 1   | 1   | 0 | 0  | 84    | 0     | 100   |
| Irlanda         | 1996            | 28  | 26  | 0 | 2  | 855   | 196   | 92,8  |
| Italia          | 1991            | 19  | 19  | 0 | 0  | 866   | 137   | 100   |
| Kazakistan      | 2000            | 3   | 3   | 0 | 0  | 152   | 18    | 100   |
| Nuova Zelanda   | 1997            | 26  | 8   | 1 | 17 | 347   | 590   | 30,8  |
| Paesi Bassi     | 1990            | 4   | 4   | 0 | 0  | 187   | 11    | 100   |
| Russia          | 1994            | 2   | 2   | 0 | 0  | 128   | 0     | 100   |
| Samoa           | 2005            | 2   | 2   | 0 | 0  | 118   | 3     | 100   |
| Scozia          | 1994            | 28  | 26  | 0 | 2  | 1 163 | 137   | 92,8  |
| Spagna          | 1991            | 16  | 14  | 1 | 1  | 690   | 116   | 87,5  |
| Stati Uniti     | 1991            | 17  | 16  | 0 | 1  | 532   | 186   | 94,1  |
| Sudafrica       | 2005            | 5   | 5   | 0 | 0  | 264   | 33    | 100   |
| Svezia          | 1988            | 3   | 3   | 0 | 0  | 195   | 3     | 100   |
| Totale generale | Totale generale | 268 | 223 | 3 | 42 | 8 902 | 2 547 | 83,2  |

### Confronti in Home Championship / Cinque e Sei Nazioni
| Avversario      | Primo incontro  | G   | V  | N | P  | PF    | PS  | % V/G |
| --------------- | --------------- | --- | -- | - | -- | ----- | --- | ----- |
| Francia         | 1999            | 21  | 13 | 0 | 8  | 511   | 248 | 61,9  |
| Galles          | 1996            | 24  | 22 | 0 | 2  | 966   | 146 | 91,6  |
| Irlanda         | 1996            | 22  | 20 | 0 | 2  | 709   | 150 | 90,9  |
| Italia          | 2007            | 13  | 13 | 0 | 0  | 567   | 80  | 100   |
| Scozia          | 1996            | 24  | 23 | 0 | 1  | 1 060 | 94  | 95,8  |
| Spagna          | 2000            | 7   | 7  | 0 | 0  | 427   | 44  | 100   |
| Totale generale | Totale generale | 111 | 98 | 0 | 13 | 4 240 | 762 | 88,3  |

### Confronti in Coppa del Mondo

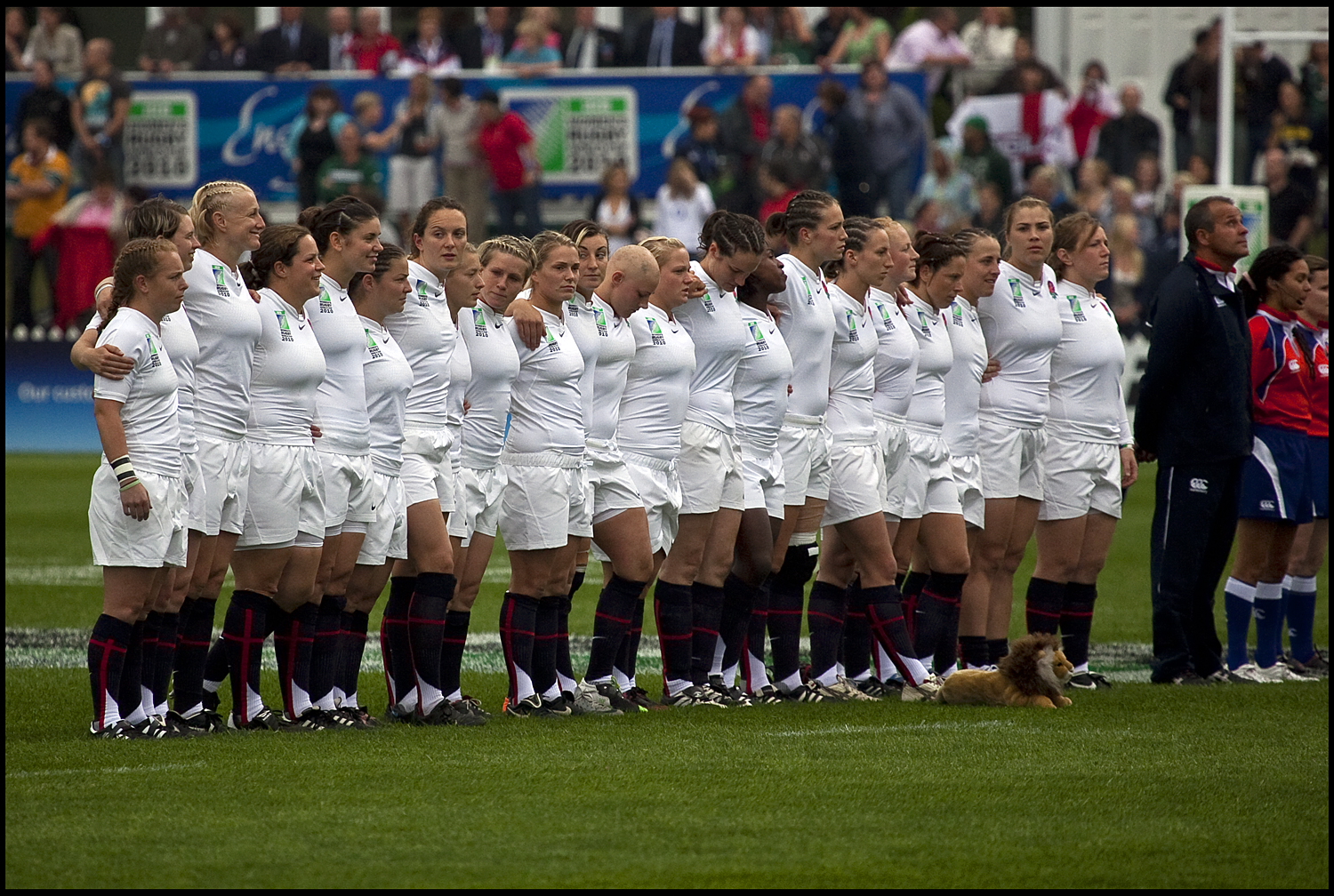
La squadra inglese alla Coppa del Mondo 2010

| Avversario      | Primo incontro  | G  | V  | N | P | PF   | PS  | % V/G |
| --------------- | --------------- | -- | -- | - | - | ---- | --- | ----- |
| Australia       | 1998            | 2  | 2  | 0 | 0 | 45   | 13  | 100   |
| Canada          | 1994            | 7  | 6  | 1 | 0 | 274  | 69  | 85,7  |
| Francia         | 1991            | 4  | 4  | 0 | 0 | 78   | 17  | 100   |
| Irlanda         | 2010            | 2  | 2  | 0 | 0 | 67   | 7   | 100   |
| Italia          | 1991            | 3  | 3  | 0 | 0 | 144  | 31  | 100   |
| Kazakistan      | 2010            | 1  | 1  | 0 | 0 | 82   | 0   | 100   |
| Nuova Zelanda   | 1998            | 5  | 0  | 0 | 5 | 79   | 132 | 0     |
| Russia          | 1994            | 1  | 1  | 0 | 0 | 66   | 0   | 100   |
| Samoa           | 2014            | 1  | 1  | 0 | 0 | 65   | 3   | 100   |
| Scozia          | 1994            | 1  | 1  | 0 | 0 | 26   | 0   | 100   |
| Stati Uniti     | 1991            | 5  | 4  | 0 | 1 | 146  | 78  | 80    |
| Spagna          | 1991            | 4  | 4  | 0 | 0 | 126  | 15  | 100   |
| Sudafrica       | 2006            | 1  | 1  | 0 | 0 | 74   | 8   | 100   |
| Svezia          | 1998            | 1  | 1  | 0 | 0 | 75   | 0   | 100   |
| Totale generale | Totale generale | 38 | 31 | 1 | 6 | 1347 | 373 | 81,6  |

## Statistiche individuali

### Presenze

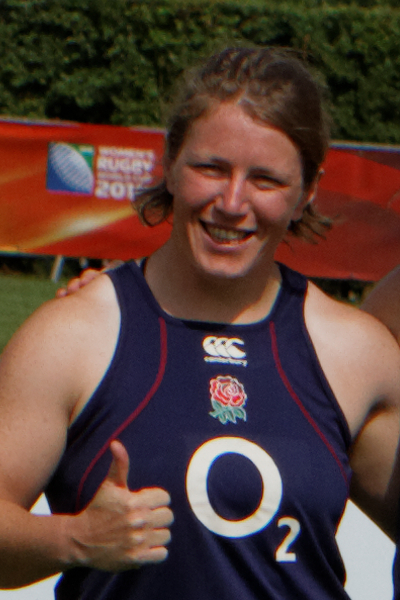
Rochelle Clark, 137 presenze in nazionale

| Presenze | Giocatrice        | Anni      |
| -------- | ----------------- | --------- |
| 137      | Rochelle Clark    | 2003-2018 |
| 111      | Tamara Taylor     | 2005-2018 |
| 107      | Sarah Hunter      | 2005-     |
| 102      | Katy Daley-McLean | 2007-     |
| 102      | Amy Garnett       | 2000-2010 |